# Paliativismo
Paliativismo ou cuidados paliativos é o conjunto de práticas de assistência ao paciente incurável que visa oferecer dignidade e diminuição de sofrimento mais comum em pacientes terminais ou em estágio avançado de determinada enfermidade.
Segundo a Organização Mundial da Saúde, em conceito definido em 1990 e atualizado em 2002, os “Cuidados Paliativos consistem na assistência promovida por uma equipe multidisciplinar, que objetiva a melhoria da qualidade de vida do paciente e seus familiares, diante de uma doença que ameace a vida, por meio da prevenção e alívio do sofrimento, por meio de identificação precoce, avaliação impecável e tratamento de dor e demais sintomas físicos, sociais, psicológicos e espirituais”.
E, para isso, é fundamental a atuação de uma equipe interdisciplinar que ofereça além de um trabalho de qualidade com técnica, os cuidados integrais e humanizados para o paciente e toda sua rede de apoio.
Destaca-se que, os Cuidados Paliativos, precisam ser compreendidos como uma política pública e se integrar a todos os níveis de complexidade da saúde, para garantir o direito de oferecer uma assistência integral a todas as pessoas que se encontram fora de possibilidade de cura.
Os cuidados paliativos, baseados nos conceitos da Ortotanásia, se concentram em amenizar os sintomas da doença e dar apoio físico e psicológico ao paciente e à família, integrando diferentes profissionais da área médica, havendo ou não possibilidade de cura. A prática é menos conhecida e utilizada em países subdesenvolvidos.

## História
O cuidado paliativo se confunde historicamente com o termo hospice, que definia abrigos destinados a receber e cuidar de peregrinos viajantes. O relato mais antigo remonta do século V, quando Fabíola, discípula de São Jerônimo, cuidava de viajantes provindos da Ásia, África e dos países do Leste no Hospício do Porto de Roma. Uma ordem religiosa, no século XIX, os resumiu a locais destinados a moribundos na Irlanda e em Londres. 
Alguns pesquisadores relatam que a filosofia paliativista teve o seu início ainda na antiguidade, quando surgiram os primeiros conceitos sobre o cuidar. . Durante a Idade Média, durante o período das Cruzadas, era comum a existência de hospícios em monastérios (no português significa hospedarias). A característica dos hospices era oferecer acolhimento, proteção, alívio do sofrimento, que ia além da busca pela cura. Eles abrigavam além dos famintos, mulheres em trabalhos de parto, pobres, órfãos e leprosos, os doentes e moribundos.
No século XVII, um padre francês chamado São Vicente de Paula fundou a Ordem das Irmãs da Caridade em Paris, no qual inaugurou casas para órfãos, pobres, doentes e moribundos.
No ano de 1900, algumas das Irmãs da Caridade, irlandesas, inauguraram o St. Josephs´s Convent, em Londres. Elas iniciaram com as visitas aos doentes em suas residências. E, após dois anos, em 1902, abriram o St. Joseph 's Hospice com 30 camas.
Fez parte dessa conquista e avanço dos Cuidados Paliativos em todo o mundo, uma mulher nascida na Inglaterra chamada Cicely Saunders. Ela se formou como enfermeira, depois como assistente social e como médico. Além disso, escreveu livros, artigos e guias que são utilizados até hoje, a sua vida foi dedicada ao cuidado e alívio do sofrimento. Em 1967, fundou o primeiro serviço para oferecer o cuidado integral ao paciente, chamado St. Christopher´s. Até nos dias atuais, o St. Christopher´s é considerado como um dos principais serviços no mundo em Cuidados Paliativos e Medicina Paliativa. Ela faleceu em 2005, sendo cuidada no St. Christopher´s.
O paliativismo tem crescido intensamente nos últimos anos. No Reino Unido, nos anos de 2003 e 2004, cerca 250 mil pessoas foram pacientes da prática nos hospices ou em outros locais de atendimento. Hoje, o tratamento é gratuito e sustentado através de caridade, apesar de já ter sido financiado pela National Health Service. 
Nos Estados Unidos, o movimento passou de voluntário, melhorando os cuidados a pessoas que morriam sozinhas, isoladas ou em hospitais, para um significante componente do sistema de saúde. Em 2005, mais de 1,2 milhão de pessoas e suas famílias receberam tratamento paliativo. Esse é o único tratamento cujos benefícios do Medicare inclui remédios, equipamento médico e assistência em tempo integral. A maioria dos cuidados é feita na casa do paciente. É também disponível em diversos ambientes como, casas de enfermagem, prisões, hospitais. Na década  1970, o encontro de Cicely Saunders com Elisabeth Klüber-Ross, nos Estados Unidos, fez com que o Movimento Hospice também crescesse naquele país. Desde então, tem havido um intenso aumento no número de programas, mais de 1200 atualmente. Aproximadamente, 55% dos hospitais com mais de 100 leitos possuem um programa. Nos hospitais, o funcionamento dos cuidados paliativos pode ser caro. Requer tempo e integração de vários profissionais. Além disso, os pacientes podem não ter seguro adequado ou quantia em dinheiro suficiente para cobrir os custos. Assim, estratégias para financiamento de programas de cuidados paliativos se concentram em cortar custos hospitalares, garantindo renda.

## História no Brasil
No Brasil, as primeiras discussões e reflexões sobre a linha paliativista ocorreram desde os anos 70 e, nos anos 90, surgiram os primeiros serviços. O pioneiro foi o professor Marco Túlio de Assis Figueiredo. Ele inaugurou os primeiros cursos e atendimentos com filosofia paliativista na Escola Paulista de Medicina. Além disso, outro serviço que também faz parte da história, é o Instituto Nacional do Câncer, do Ministério da Saúde, que inaugurou em 1998 o hospital Unidade IV, exclusivamente dedicado aos Cuidados Paliativos, porém os iniciar em 1986.
Em 2002, o Hospital do Servidor Público Estadual de São Paulo, inaugurou a enfermaria de Cuidados Paliativos. E o programa existe desde 2000. Em 1997, foi fundada a primeira Associação Brasileira de Cuidados Paliativos – ABCP pela psicóloga Ana Georgia de Melo. Em 2005, foi fundada a Academia Nacional de Cuidados Paliativos. A partir dessa institucionalização, houve avanço em relação à regularização dos profissionais e definições de atuação na área. Em 2009, pela primeira vez, o Conselho Federal de Medicina incluiu, em seu novo Código de ética Médica, os Cuidados Paliativos como princípio fundamental.

## Princípios dos Cuidados Paliativos
1. Promover o alívio da dor e outros sintomas desagradáveis;
2. Afirmar a vida e considerar a morte como um processo normal da vida;
3. Não acelerar nem adiar a morte;
4. Integrar os aspectos psicológicos e espirituais no cuidado ao paciente;
5. Oferecer um sistema de suporte que possibilite o paciente viver tão ativamente quanto possível, até o momento da sua morte;
6. Oferecer sistema de suporte para auxiliar os familiares durante a doença do paciente e a enfrentar o luto;
7. Abordagem multiprofissional para focar as necessidades dos pacientes e seus familiares, incluindo acompanhamento no luto;
8. Melhorar a qualidade de vida e influenciar positivamente o curso da doença;
9. Deve ser iniciado o mais precocemente possível, juntamente com outras medidas de prolongamento da vida, como a quimioterapia e a radioterapia e incluir todas as investigações necessárias para melhor compreender e controlar situações clínicas estressantes.

## Diretrizes para organização dos Cuidados Paliativos no Sistema Único de Saúde
A organização dos cuidados paliativos, segundo a Resolução nº 41, de 31 de outubro de 2018, deverá ter como objetivos:
I - integrar os cuidados paliativos na rede de atenção à saúde;
II - promover a melhoria da qualidade de vida dos pacientes;
III - incentivar o trabalho em equipe multidisciplinar;
IV - fomentar a instituição de disciplinas e conteúdos programáticos de cuidados paliativos no ensino de graduação e especialização dos profissionais de saúde; 
V - ofertar educação permanente em cuidados paliativos para os trabalhadores da saúde no SUS;
VI - promover a disseminação de informação sobre os cuidados paliativos na sociedade;
VII - ofertar medicamentos que promovam o controle dos sintomas dos pacientes em cuidados paliativos; 
VIII - pugnar pelo desenvolvimento de uma atenção à saúde humanizada, baseada em evidências, com acesso equitativo e custo efetivo, abrangendo toda a linha de cuidado e todos os níveis de atenção, com ênfase na atenção básica, domiciliar e integração com os serviços especializados .
E deverão ser ofertados em qualquer ponto da rede de atenção à saúde:
I - Atenção Básica: ordenadora da rede e coordenadora do cuidado, será responsável por acompanhar os usuários com doenças ameaçadoras de vida em seu território, prevalecendo o cuidado longitudinal, ofertado pelas equipes de atenção básica, com a retaguarda dos demais pontos da rede de atenção sempre que necessária;
II - Atenção Domiciliar: as equipes de atenção domiciliar, cuja modalidade será definida a partir da intensidade do cuidado, observando-se o plano terapêutico singular, deverão contribuir para que o domicílio esteja preparado e seja o principal locus de cuidado no período de terminalidade de vida, sempre que desejado e possível. Será indicada para pessoas que necessitarem de cuidados paliativos em situação de restrição ao leito ou ao domicílio, sempre que esta for considerada a oferta de cuidado mais oportuna.
III - Atenção Ambulatorial: deverá ser estruturada para atender as demandas em cuidados paliativos proveniente de outros pontos de atenção da rede;
IV - Urgência e Emergência: os serviços prestarão cuidados no alívio dos sintomas agudizados, focados no conforto e na dignidade da pessoa, de acordo com as melhores práticas e evidências disponíveis; e
V - Atenção Hospitalar: voltada para o controle de sintomas que não sejam passíveis de controle em outro nível de assistência.

O Ministério da Saúde, através da portara 2.439/GM, de 8 de dezembro de 2005, estabeleceu a Política Nacional de Atenção Oncológica, incluindo promoção, prevenção, diagnóstico, tratamento, reabilitação e cuidados paliativos, para implementar em todas as unidades federadas, respeitadas as competências das três esferas de gestão. Ou seja, o serviço em oncologia precisa garantir atenção integral aos pacientes sem a possibilidade de cura, seja por meio do serviço ambulatorial, hospitalar ou domiciliar.

## Composição da equipe
Os cuidados paliativos por ser considerado uma abordagem complexa e que tem como finalidade o cuidado integral ao paciente e seus familiares, prioriza uma equipe multiprofissional. Essa equipe é composta por enfermeiro, psicólogo, médico, assistente social, farmacêutico, nutricionista, fisioterapeuta, fonoaudiólogo, terapeuta ocupacional, dentista e assistente espiritual.

## Fonoaudiologia e Cuidados Paliativos
No dia 2 de setembro de 2021 foi publicada a resolução que dispõe sobre a atuação do fonoaudiólogo em Cuidados Paliativos, no âmbito do Conselho Federal de Fonoaudiologia (CFFa).
O fonoaudiólogo visa contribuir na alimentação e comunicação. No que se refere à deglutição, visa contribuir na realização de avaliação clínica e exames, na indicação de estratégias para oferecer alimentação prazerosa e segura sempre que possível, na modificação e adaptação de volumes e consistências alimentares e nas orientações aos profissionais, pacientes e rede de apoio que participam do cuidado. Sobre a comunicação, visa a efetividade e clareza na transmissão da mensagem ao paciente, e entre ele e outras pessoas.

## Dia Mundial dos Cuidados Paliativos
O Dia Mundial dos Cuidados Paliativos é um dia de ação para celebrar e apoiar os cuidados paliativos e os cuidados paliativos no mundo. A celebração é retirada no segundo sábado de outubro de cada ano.
A The Worldwide Hospice Palliative Care Alliance (WHPCA) faz parte dessa construção. A WHPCA é uma organização internacional não governamental que atua no desenvolvimento dos Cuidados Paliativos e Hospices no mundo. E, a cada ano, ela ele um tema para a campanha. O tema de 2021 é “Não deixe ninguém para trás – Equidade no acesso aos Cuidados Paliativos“.